# Federazione tra le associazioni nazionali delle persone con disabilità
La Federazione tra le associazioni nazionali delle persone con disabilità (FAND) è l'organizzazione ombrello che raggruppa le più rappresentative associazioni storiche di persone con disabilità.

## Descrizione
L'azione politica, culturale e informativa della FAND è rivolta all'inclusione sociale, al contrasto ad ogni forma di segregazione, alla non discriminazione e alla garanzia delle pari opportunità in ogni ambito della vita delle persone con disabilità. Tali azioni hanno ricevuto ulteriore impulso dopo l'approvazione della Convenzione ONU per i diritti delle persone con disabilità del 2006, ratificata in Italia dalla legge 24 febbraio 2009, n. 18. I principi in essa espressi costituiscono un rinnovato manifesto ideale per la Federazione e per la rete associativa che vi si riconosce e che individua nella FAND la propria voce unitaria nei confronti delle principali istituzioni del Paese. La Federazione pone un'attenzione prioritaria alla condizione delle persone con disabilità complesse, sempre in grado di autorappresentarsi ed al supporto dei soci e degli attivisti disabili.

## Organizzazione
- Associazione nazionale mutilati e invalidi civili (ANMIC)
- Associazione nazionale fra lavoratori mutilati e invalidi del lavoro (ANMIL)
- Associazione nazionale guida legislazioni andiccapati trasporti (ANGLAT)
- Associazione per la ricerca sulle psicosi e l'autismo (ARPA)
- Ente nazionale sordi[1] (ENS)
- Unione nazionale mutilati per il servizio (UNMS)
- Unione italiana dei ciechi e degli ipovedenti (UICI)

## Struttura

### Presidenti Nazionali
- Franco Bettoni[2] (? - in carica)

### Consigli Regionali
Sono costituiti in 20 consigli regionali. Essi fanno parte di diritto all'assemblea nazionale della federazione.

### Comitati Provinciali
Sono costituiti in 107 comitati provinciali. Essi fanno parte di diritto alle assemblee regionali della federazione.